# Provincia Sukhothai
Sukhothai (în thailandeză สุโขทัย) este o provincie (changwat) din Thailanda. Situată în regiunea de Nord, provincia Sukhothai are în componența sa 9 districte (amphoe), 86 de sub-districte (tambon) și 782 de sate (muban). 
Cu o populație de 603.655 de locuitori și o suprafață totală de 6.596,1 km2, Sukhothai este a 42-a provincie din Thailanda ca mărime după numărul populației și a 31-a după mărimea suprafeței.